# Araschnia levana
El mapa,  mapa geográfico, o protea / prótea (Araschnia levana) es un lepidóptero ropalócero de la familia de los Nymphalidae. Esta especie se caracteriza por su marcado dimorfismo estacional: los adultos de la primera generación (primavera) presentan coloraciones naranja (forma levana), mientras que los de la segunda generación (verano) tienen coloraciones negras (forma prorsa).

## Descripción

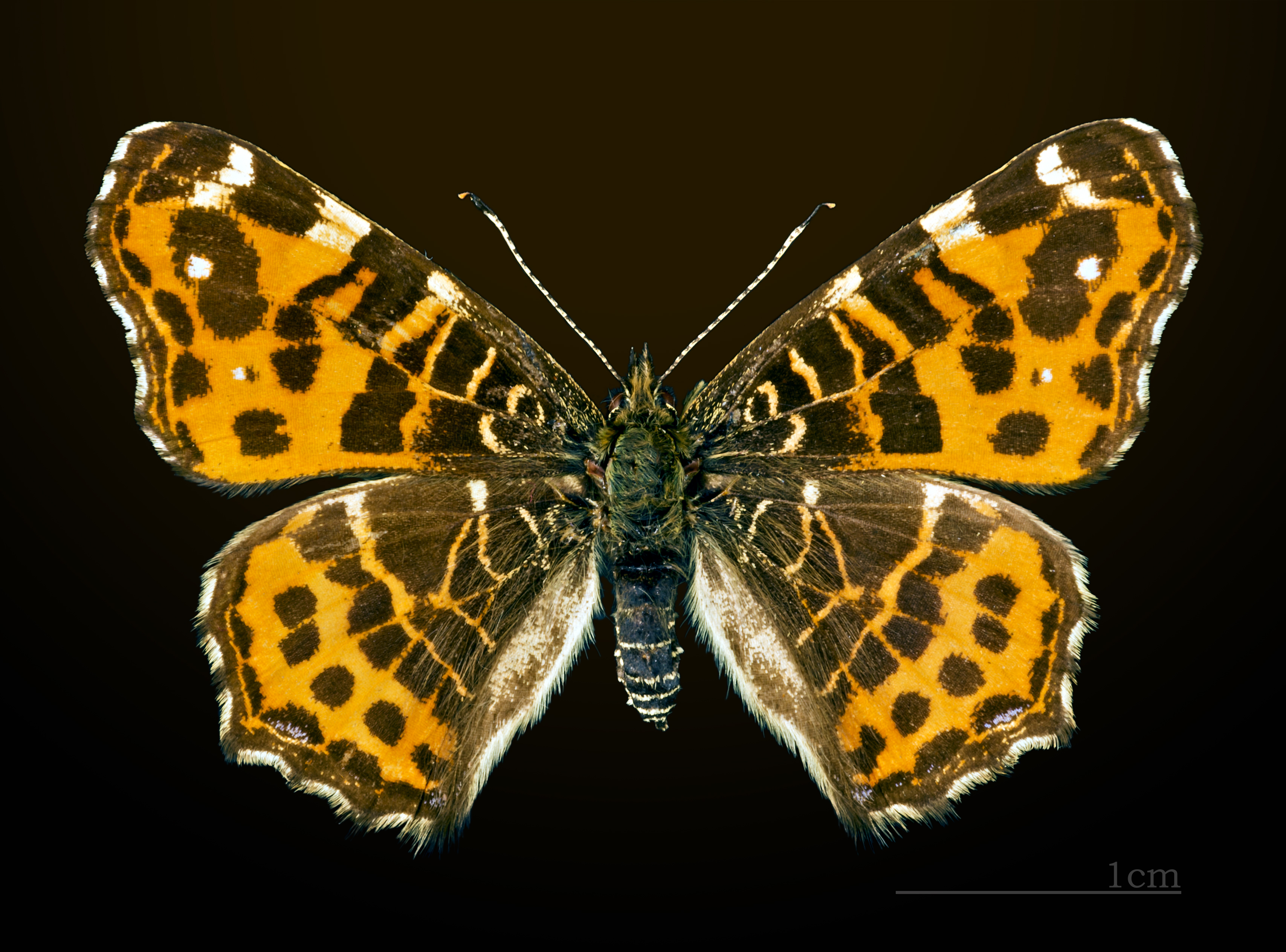
Araschnia levana f. levana
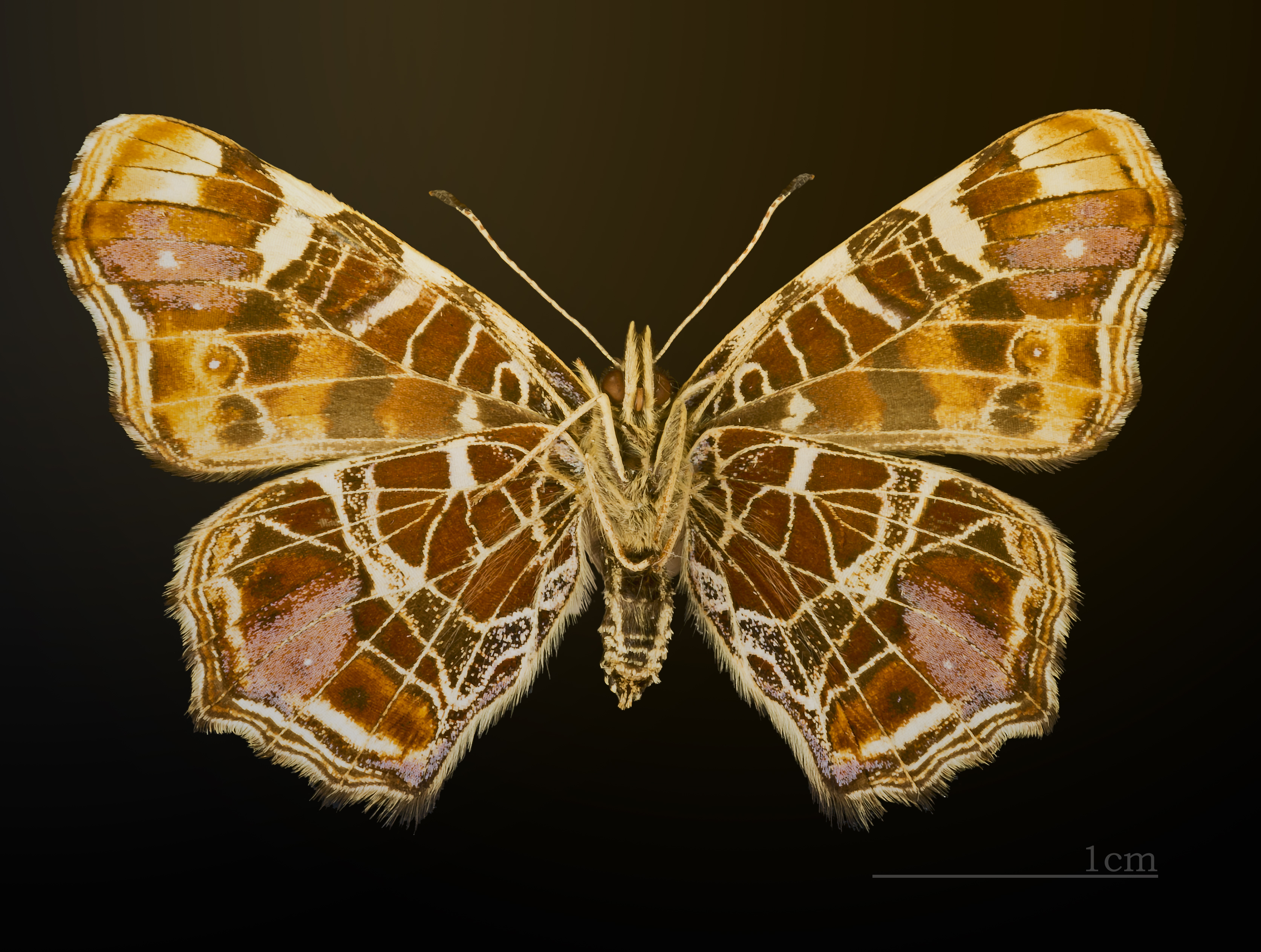
Araschnia levana f. levana △
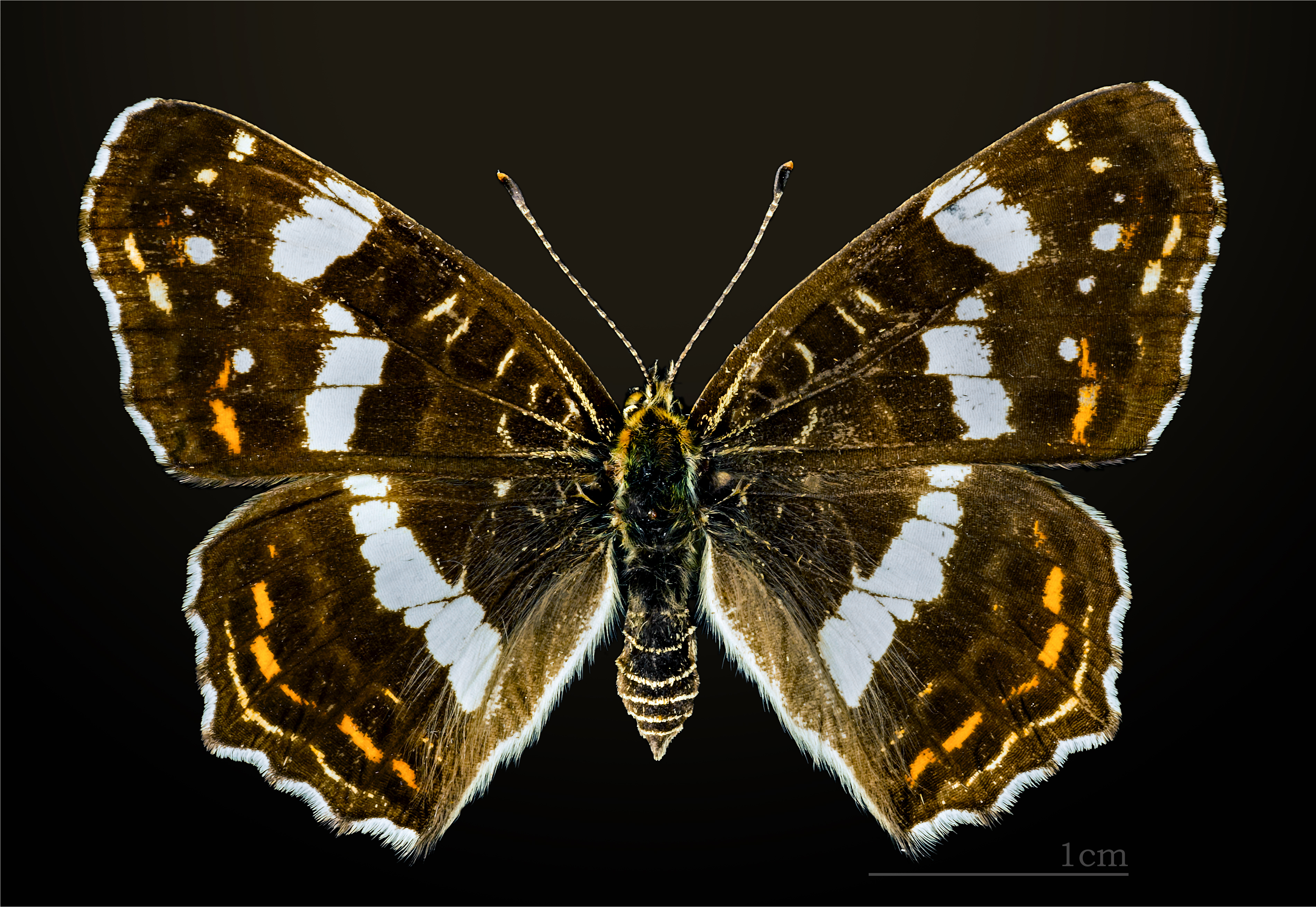
Araschnia levana f. prorsa
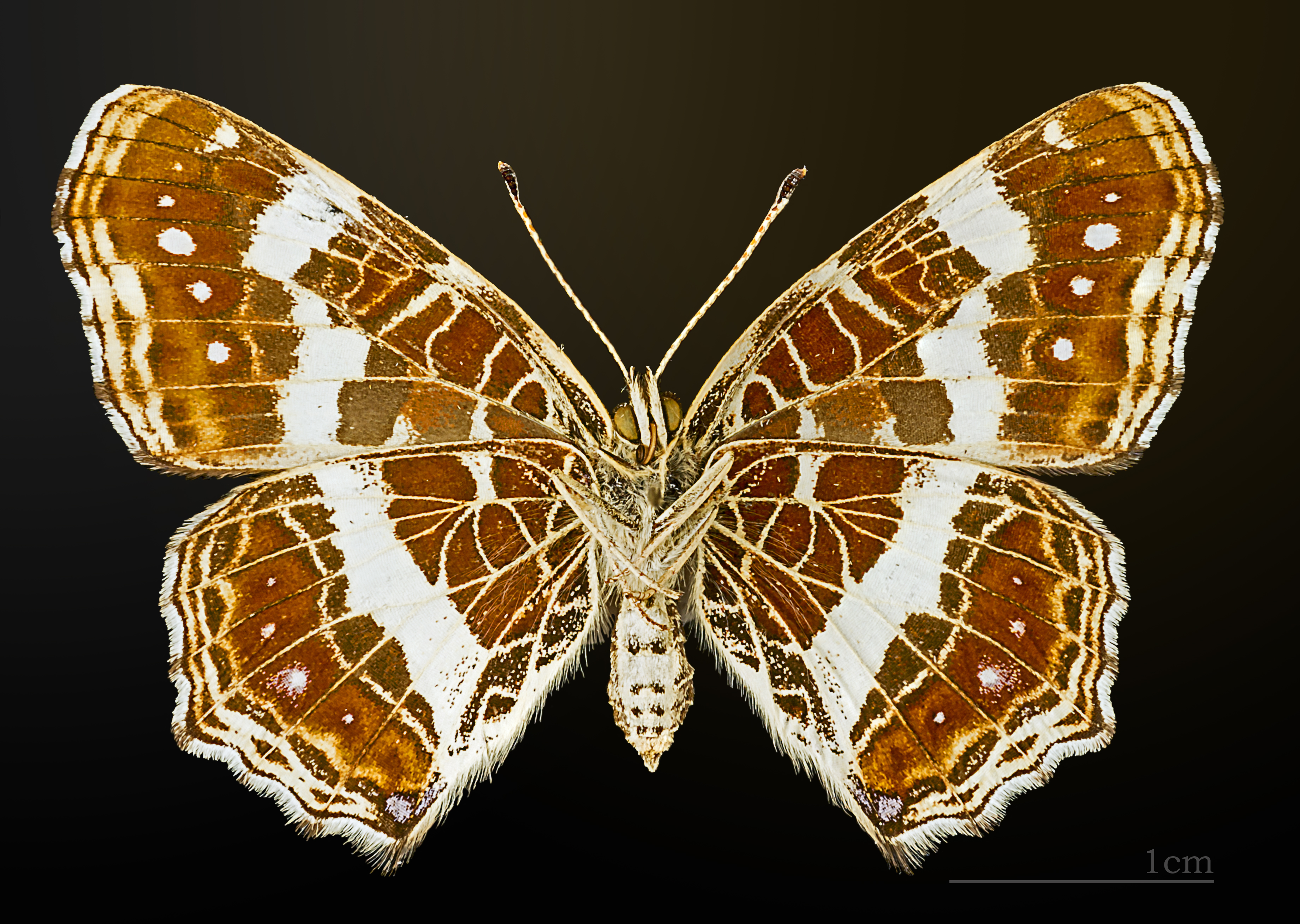
Araschnia levana f. prorsa △

## Distribución

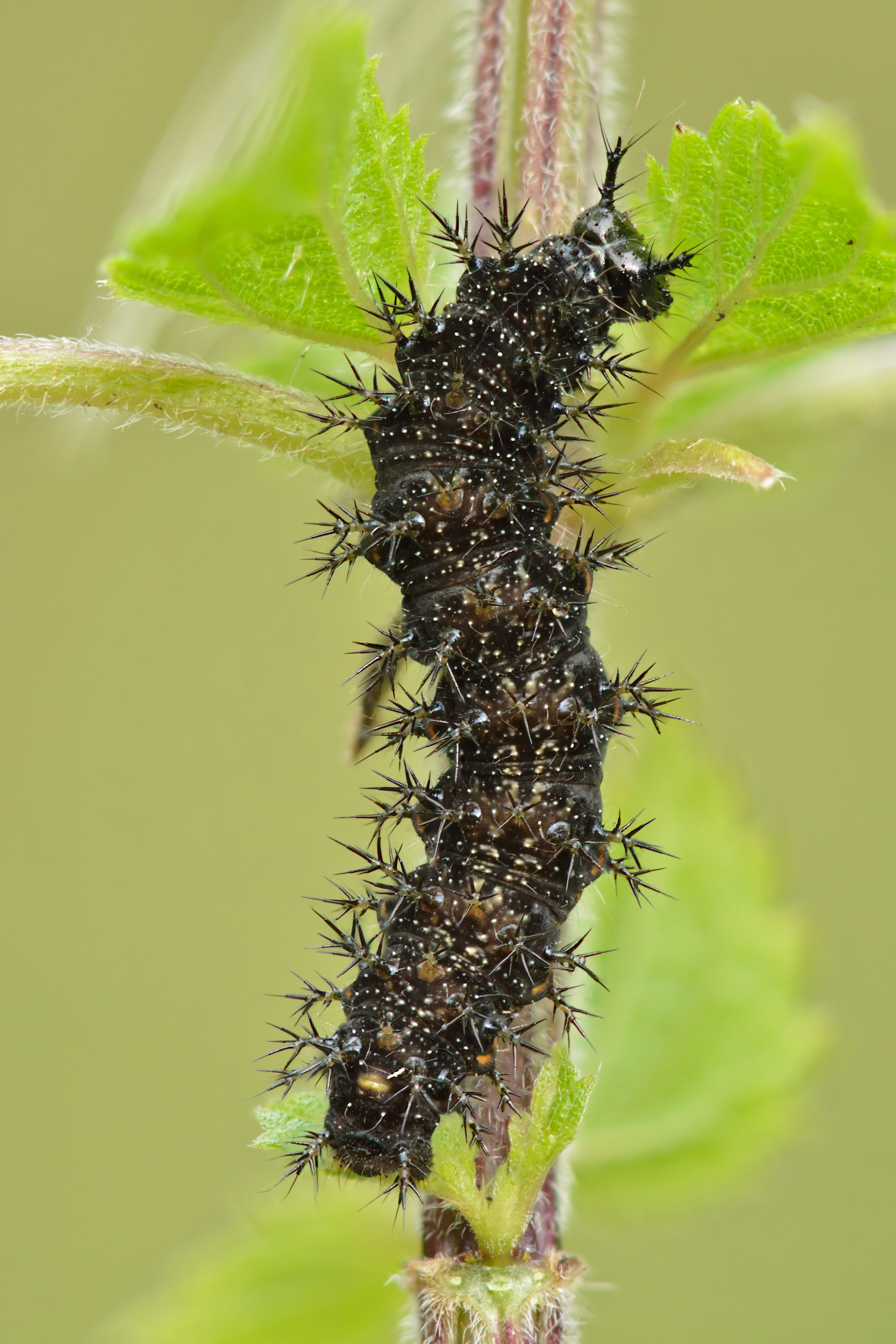
Oruga

Se distribuye por el centro y este de Europa hasta el Japón, pasando por el Cáucaso, centro de Asia, nordeste de la China y la península de Corea. En la península ibérica se encuentra en una estrecha franja al norte, que va desde las zonas montañosas de las comarcas de la provincia de Gerona y Barcelona, pasando por el norte de las provincias de Lérida y Huesca, hasta Navarra y el País Vasco.
En la península ibérica se citó por primera vez en el Valle de Arán en 1962, fecha a partir de la cual se ha extendido cada vez más por el territorio peninsular, hasta llegar a la distribución actual.

## Hábitat
Está ligada a ambientes forestales: frecuenta claros de bosques caducifolios y márgenes arbustivos. La oruga se alimenta de dos especies de ortiga: Urtica dioica y Urtica urens.

## Periodo de vuelo e hibernación
Generalmente, presenta dos generaciones: en la primera, los imagos vuelan entre mayo y junio, y en la segunda, entre julio y agosto. En condiciones favorables puede haber una tercera generación parcial. Hiberna como pupa.